# Tench Coxe

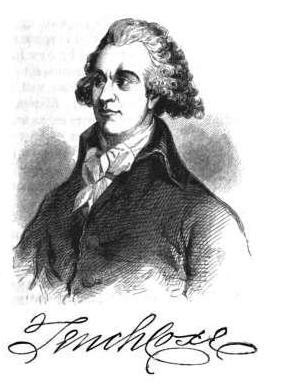
Tench Coxe

Tench Coxe (* 22. Mai 1755 in Philadelphia, Province of Pennsylvania; † 17. Juli 1824 ebenda) war ein US-amerikanischer Politiker. Im Jahr 1789 war er Delegierter für Pennsylvania im Kontinentalkongress. Da er seine Partei von der Föderalistischen Partei auf die Demokratisch-Republikanische Partei wechselte, war er auch als „Mr. Facing Bothways“ bekannt.

## Werdegang
Tench Coxe besuchte die öffentlichen Schulen seiner Heimat. Anschließend wollte er Jura studieren, was ihm sein Vater aber nicht erlaubte. Stattdessen wurde er im Handel tätig. Er arbeitete für eine Firma, die sich später Coxe & Furman nannte, deren Partner er im Jahr 1776 wurde. Während der Amerikanischen Revolution vertrat er die moderate Position, gegen das Vereinigte Königreich gewaltlos zu protestieren. Nach dem Ausbruch des Amerikanischen Unabhängigkeitskrieges und der Unabhängigkeitserklärung der Vereinigten Staaten, die eine für ihn unvertretbare Unabhängigkeit vom Vereinigten Königreich forderten, wurde er zum Loyalisten zur britischen Krone. Einige Monate lang zeigte er seine politische Ausrichtung nicht offen und erst patriotistische Angriffe auf Loyalisten in Philadelphia zwangen ihn am 2. Dezember 1776 zur Flucht nach New Jersey und darauf zum von den Briten besetzten New York City, wo er auf die Besetzung seiner Heimatstadt wartete. Nachdem am 26. September Lord Cornwallis in die Stadt, die wegen einer Forderung vom aide-de-camps Alexander Hamilton evakuiert wurde, einmarschierte, kehrte er zusammen mit vielen anderen Loyalisten zurück in die Stadt. Zusammen mit Edward Goold beschäftigte er sich dort als Kaufmann. Kurzzeitig diente er in der britischen Armee. Er wurde von den Amerikanern verhaftet und anschließend begnadigt. Danach änderte er seine Gesinnung und schloss sich deren Bewegung an. In den 1780er Jahren gehörte er der Staatsmiliz von Pennsylvania an. Im Jahr 1786 vertrat er Pennsylvania auf der Annapolis Convention. 1789 vertrat er den Staat Pennsylvania im Kontinentalkongress.
In den 1790er Jahren wurde er Mitglied der von Alexander Hamilton gegründeten Föderalistischen Partei. Von 1789 bis 1792 war er unter Hamilton, der damals US-Finanzminister war, als Assistant Secretary of the Treasury im Finanzministerium beschäftigt, wo er eine Industrialisierung befürwortete und sich massiv am Report on Manufactures beteiligte. Danach war er von 1792 bis 1797 als Revenue Commissioner ebenfalls für das Finanzministerium tätig. Er überwarf sich mit Präsident John Adams und schloss sich der Demokratisch-Republikanischen Partei an. Zwischen 1803 und 1812 bekleidete er das Amt des Purveyor of public supplies. Coxe war in all diesen Jahren eine politisch umstrittene Persönlichkeit. Er war außerdem Verfasser vieler politischer und wirtschaftlicher Schriften und Abhandlungen. 1796 wurde er zum Mitglied der American Philosophical Society gewählt. Er starb am 17. Juli 1824 in Philadelphia.